# Kotlabaea
Kotlabaea är ett släkte av svampar. Kotlabaea ingår i familjen Pyronemataceae, ordningen skålsvampar, klassen Pezizomycetes, divisionen sporsäcksvampar och riket svampar.